# Adão Durão
Adão Durão era, em 1747, uma aldeia portuguesa da freguesia de São Tomé do lugar das Lamas, termo da vila do Cadaval, Comarca de Torres Vedras, Patriarcado de Lisboa, Província da Estremadura.